# パイプ椅子

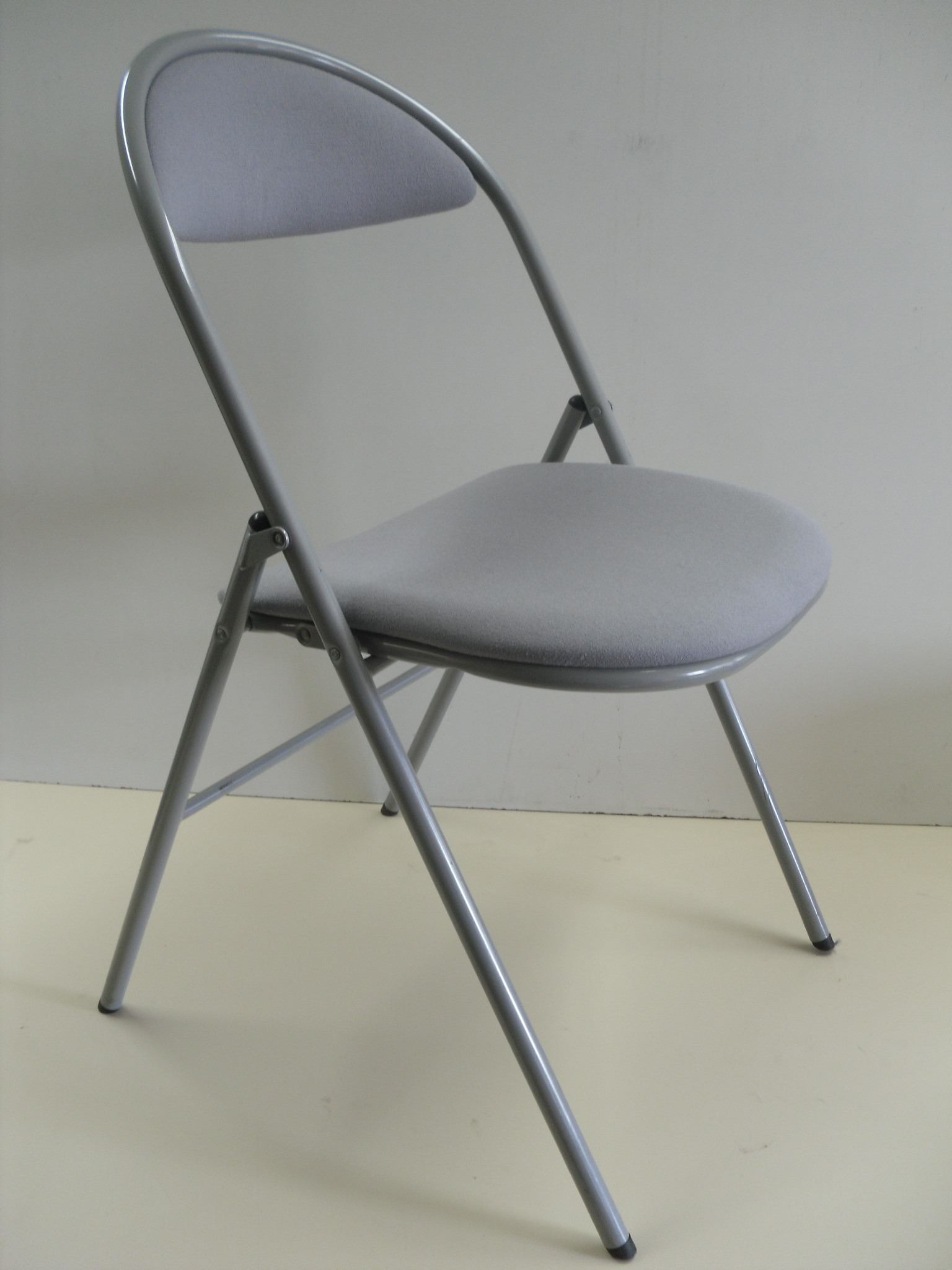
折りたたみ式のパイプ椅子の例

パイプ椅子（パイプいす）とは、鉄パイプなどの金属製のパイプとクッション材を組み合わせて製作した椅子。椅子としての最小限の機能しか有していないため、家庭内で家具としての使用は不向きであるが、大人数が一度に使うなどの場面では欠かせない椅子である。

## 歴史
世界初の量産型パイプ椅子
1925年にドイツの建築家、マルセル・ブロイヤーが製作したワシリー・チェアが、現在のパイプ椅子の原型とされている（詳細はマルセル・ブロイヤーの項を参照のこと）。

## パイプ椅子の存在意義
安価で大量生産が可能なこと、また折り畳んで板状に出来る機構を加えたことから収納が容易となり、会議場や集会場には必須の椅子となった。多くの人々の意志疎通を容易とする道具としてみれば、その存在意義は非常に高い。

## 使用例

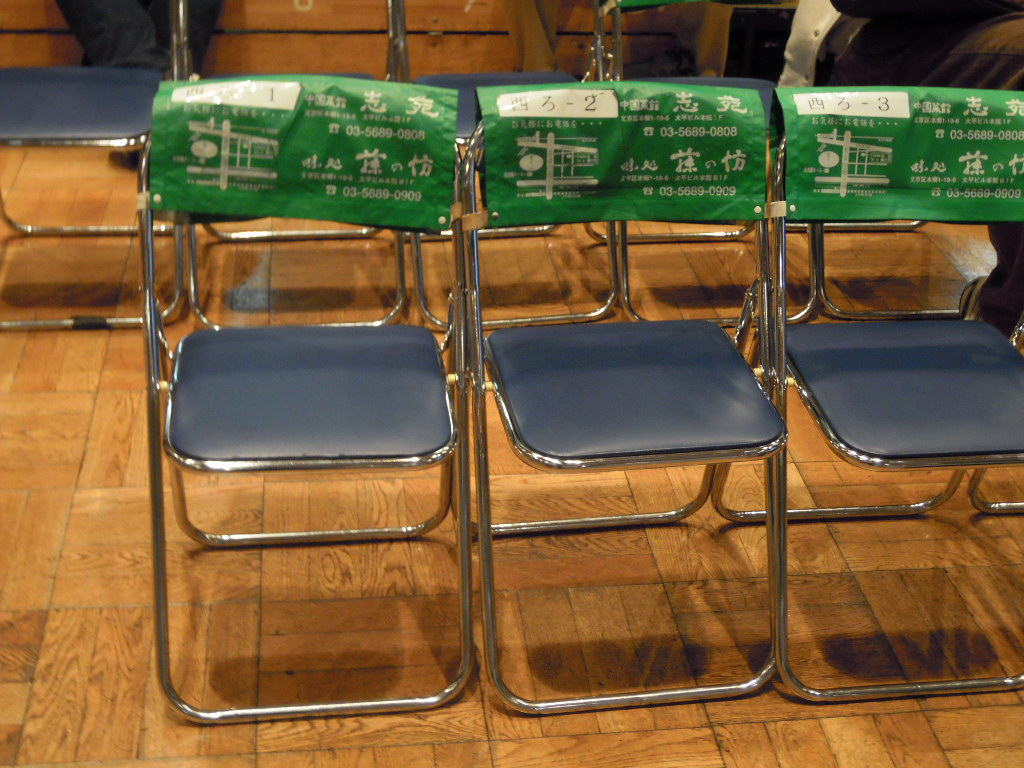
レンタル、リース業者の中には、折りたたみ式のパイプ椅子を扱う業者も多い。
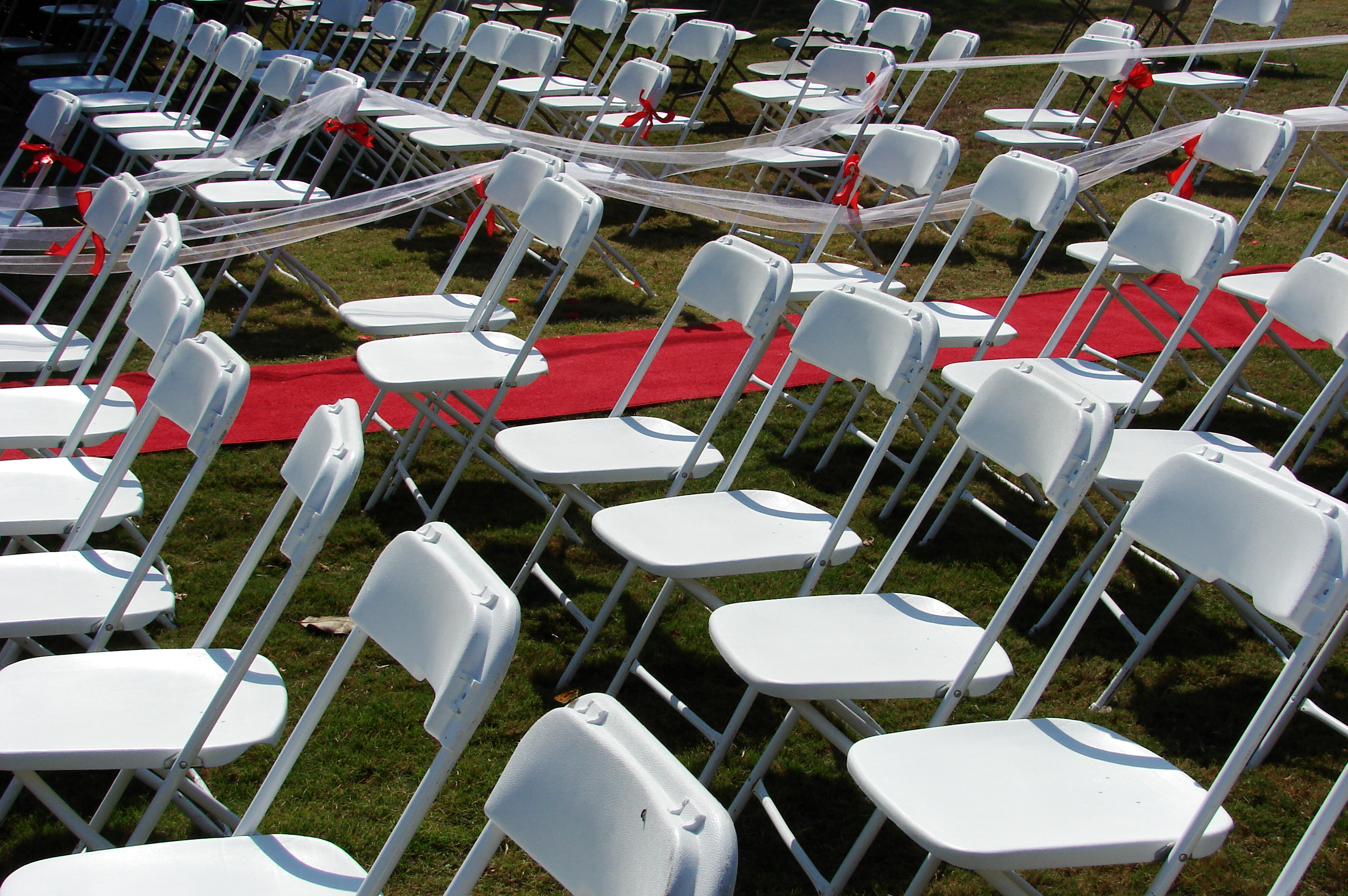
数千人規模の人数を収容するコンサート会場やなどでは、折りたたみ式パイプ椅子の搬入、設定、撤収だけでも長時間を要することとなり、コンサートの前後の夜にアルバイトが徹夜で作業を行うこともある。
- 学校施設でも利用されており、その場合講堂（体育館を兼ねている）の舞台下の倉庫に保管されている。主に式典等で利用される。
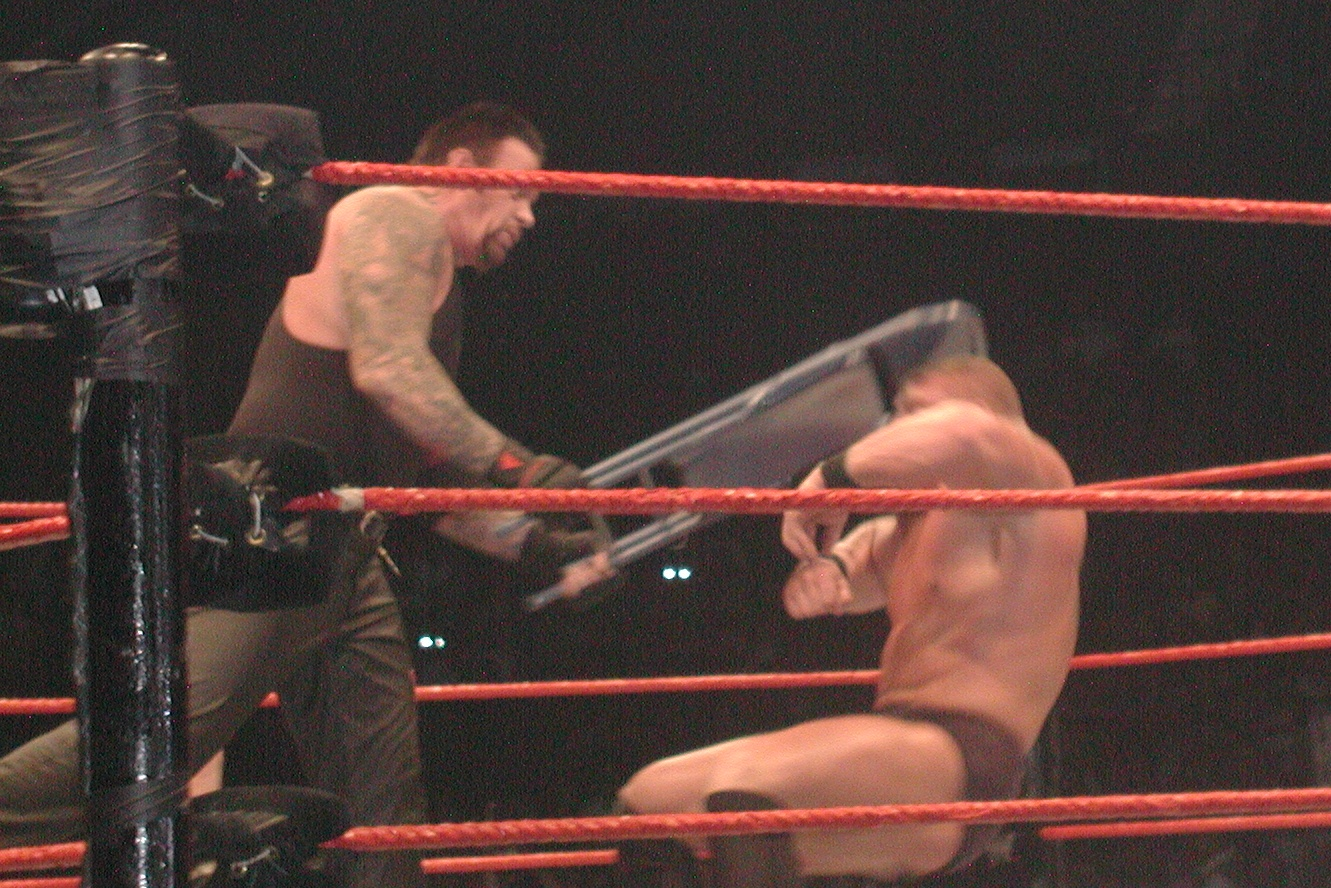
プロレスで凶器として会場のパイプ椅子を用いる場合、座面が抜けて壊れることがあり、後に弁償を求められることがある（特に後楽園ホールのパイプ椅子は、一脚5000円（消費税別）と高額）。このため、あらかじめ自前のパイプ椅子を準備したり、会場の椅子を壊さないように手加減して使用するなどの配慮が行われる。
- 京阪電気鉄道では、1900系までの特急用車両に補助座席としてパイプ椅子を装備していた。